# ميتسوهيرو إغا
ميتسوهيرو إغا (باليابانية: 伊賀 光博) (مواليد 31 يوليو 1977)، هو لاعب كرة قدم سابق كان يلعب كمدافع.